# New Minas
New Minas è un villaggio del Canada, situato nella provincia di Nuova Scozia.